# Promise Me
Singles de Beverley Craven
Joey
(1990)
Promise Me (« Promets-moi ») est un single de la chanteuse britannique Beverley Craven sorti en 1991. Publié comme son premier single de son premier album Beverley Craven en 1990, la chanson est, après un succès mitigé, devenu un classique de la musique pop.

## Classements
| Classement (1990-91)                      | Meilleure position |
| ----------------------------------------- | ------------------ |
| Belgique (Flandre Ultratop 50 Singles)    | 2                  |
| France (SNEP)                             | 6                  |
| Pays-Bas (Single Top 100)                 | 7                  |
| Royaume-Uni (The Official Charts Company) | 3                  |

## Certification
| Pays          | Certification | Date | Ventes certifiées |
| ------------- | ------------- | ---- | ----------------- |
| France (SNEP) | Platine       | 1991 | 125 000           |